# Gaston Gross
Ne doit pas être confondu avec Maurice Gross.
Pour les articles homonymes, voir Gross.
Gaston Gross, né le 30 septembre 1939 à Confolens et mort le 13 octobre 2022 à Eaubonne, est un grammairien français.
Professeur de linguistique à l'université Paris-XIII, il y dirigeait le Laboratoire de linguistique informatique (LLI), UMR 7546.
Il s'est spécialisé dans le traitement automatique des langues pour lequel il a mis au point la notion de « classe d'objets ».

## Biographie
Gaston Gross, né en 1939, est un linguiste français. Il a fait des études de lettres, de linguistique et de statistiques à Strasbourg. Il commence sa carrière à l’Université de Mulhouse (1971-1974), puis est nommé à l’Université Paris 13, où il a fait toute sa carrière et où il a fondé le Laboratoire de linguistique Informatique (LLI), UMR 7546 du CNRS, dont l’objectif est une description en extension de la langue sur la base de classes sémantiques fondées sur la syntaxe, les classes d’objets. Il a travaillé pendant quinze ans à la traduction automatique (Systran) et a collaboré avec plusieurs sociétés de traitement automatique des langues : Arisem, Sinequa, Csli/Samsung, Viavoo.

## Travaux
Dans le cadre du Laboratoire d’automatique documentaire et linguistique (LADL) de l’université Paris 7 et sous la direction de Maurice Gross, Gaston Gross a soutenu un doctorat d’État sur les Constructions converses du français, dont l’objet est une description systématique des constructions passives mettant en jeu des prédicats nominaux (donner/recevoir l’autorisation de partir, infliger/subir une punition, exercer/subir une pression). Cette étude en lexique-grammaire, qui porte sur une dizaine de verbes supports passifs actualisant environ 3 000 prédicats nominaux, montre que cette transformation classique n’est pas le fait des seuls prédicats verbaux.
Il se consacre ensuite, en collaboration avec Michel Mathieu-Colas, à un recensement systématique des mots composés, dont une typologie de plusieurs centaines de moules de formation est mise au point pour les noms et les adjectifs. Les listes ainsi constituées ont contribué à enrichir le Dictionnaire des noms composés du LADL (Delac). Ces descriptions en extension ont donné lieu, en 1996, à la publication des Expressions figées en français : des noms composés aux locutions, un ouvrage de synthèse de Gaston. Gross sur les suites figées concernant l’ensemble des catégories grammaticales. Cet ouvrage  de référence met en évidence les propriétés générales du figement et montre que ce phénomène n’est pas une propriété binaire mais scalaire pour la plupart des composés.
Le point de vue théorique adopté par Gaston Gross depuis une vingtaine d’années diffère en partie de celui du LADL. À la différence du lexique-grammaire qui met l’accent essentiellement sur la syntaxe, G. Gross fusionne le lexique, la syntaxe et la sémantique dans ce qu’il appelle des emplois. Ce point de vue part de la constatation que, dans un schéma prédicatif, il est impossible d’isoler des niveaux différents : il est impossible de modifier l’une de ces instances sans modifier du même coup les deux autres niveaux. Les descriptions sont répertoriées non plus dans des tables mais sous forme de grilles d’analyse indiquant successivement la classe d’un prédicat donné, la nature sémantique de ses arguments décrits à l’aide des classes d’objets, la nature de son actualisation (en particulier de ses verbes supports), le type de détermination à la fois du prédicat et des arguments ainsi que toutes les modifications de structure (transformations). Dès lors qu’on liste les éléments de chaque classe d’objets, on peut envisager une génération automatique.
Parallèlement aux phrases simples, Gaston Gross s’est consacré à une étude systématique des subordonnées circonstancielles. Il analyse les connecteurs qui les introduisent comme des prédicats du second ordre qui ont des schémas d’arguments au même titre que les prédicats du premier ordre. Il montre, par exemple, que la finalité est exprimée, outre la préposition pour,  par quatre types de prédicats sémantiquement bien déterminés : des locatifs (dans le but de), des prédicats de perception (en vue de), des prédicats d’intentionnalité (avec l’intention de) et de sentiments (avec le désir de, de peur que). Ces classes de prédicats ont chacune une interprétation spécifique et un comportement syntaxique très complexe, de sorte que la finalité ne se réduit pas à une quinzaine de connecteurs recensés par les grammaires mais à près d’un millier de moyens linguistiques différents.
Le même outil théorique est appliqué à une description systématique de la causalité par la mise au point d’une typologie sémantico-syntaxique des constructions causales opérant sur des arguments phrastiques, à l’exclusion de celles qui figurent dans le cadre d’une phrase simple. Les connecteurs de cause sont analysés comme des prédicats du second ordre, quelle que soit leur catégorie (verbe, nom, adjectif, préposition, locution). La classification est fondée sur les opérandes dont la nature permet de mettre en évidence une vingtaine de types de causes différentes : causes événementielles, causes du « faire », causes du « dire », causes affectant des états ou des énonciations.
Gaston Gross a consacré, d’autre part, un grand nombre d’études à différentes propriétés des constructions à verbes supports,,,,. Il travaille depuis quelques années à un ouvrage de fond sur l’actualisation globale des prédicats nominaux, dont la publication est prévue pour 2016, comprenant outre les verbes supports proprement dits, les autres éléments actualisateurs de ces prédicats : les déterminants, les adjectifs et adverbes porteurs d’informations temporelles et aspectuelles. Ces travaux ne sont plus centrés exclusivement sur les verbes supports eux-mêmes, mais partent d’une classification des prédicats nominaux. Ces derniers sont décrits à l’aide de la notion centrale d’emploi, qui regroupe, pour une classe de prédicats donnée, l’ensemble des informations qui les décrivent dans leur totalité : leur classe (action, état, événement), le nombre et la nature sémantique de leurs arguments en termes de classes d’objets, les verbes supports temporels et aspectuels, les divers actualisateurs (déterminants, adjectifs, adverbes) proposant ainsi une description exhaustive de l’actualisation des prédicats nominaux.
En 2012, Gaston Gross a exposé ses positions théoriques concernant les méthodes à mettre en œuvre pour une description intégrée des langues naturelles dans son Manuel d’analyse linguistique. Approche sémantico-syntaxique du lexique (Presses du Septentrion, Lille).

## Œuvres
- Les constructions converses du français, Genève, Droz, 1989
- Les expressions figées en français noms composés et autres locutions, Gap, Ophrys, 1996 (Traduction arabe : Cahiers de C.E.R.E.S., Série Linguistique no 16, Tunis 2008).
- Gaston Gross, Michele Prandi, La finalité - Fondements conceptuels et genèse linguistique Bruxelles, De Boeck, 2004
- Michele Prandi, Gaston Gross, Cristiana De Santis, La finalità - Strutture concettuali e forme d'espressione in italiano, Florence, L. S. Olschki, 2005.
- Gaston Gross, avec la collaboration de Ramona Pauna, Freiderikos Valetopoulos, Sémantique de la cause, Leuven, Peeters, 2009
- Manuel d'analyse linguistique - Approche sémantico-syntaxique du lexique, Villeneuve-d'Ascq, Presses universitaires du Septentrion, 2012  (ISBN 978-2-7574-0397-6)

## Distinctions
- Docteur honoris causa de l'université d'Umeå (Suède)
- Docteur honoris causa de l’École normale supérieure de Cracovie (Pologne)[10]
- Membre correspondant de l’Académie malgache (Section des sciences de l’art et du langage).
- Médaille des mérites pour l’université Adam Mickiewicz de Poznań (Pologne)
- Médaille d’or de la recherche de l’université de Silésie (Pologne)